# Grand Detour
Grand Detour es un lugar designado por el censo ubicado en el condado de Ogle en el estado estadounidense de Illinois. En el Censo de 2010 tenía una población de 429 habitantes y una densidad poblacional de 117,14 personas por km².

## Geografía
Grand Detour se encuentra ubicado en las coordenadas 41°54′4″N 89°24′47″O / 41.90111, -89.41306. Según la Oficina del Censo de los Estados Unidos, Grand Detour tiene una superficie total de 3.66 km², de la cual 3.03 km² corresponden a tierra firme y (17.26%) 0.63 km² es agua.

## Demografía
Según el censo de 2010, había 429 personas residiendo en Grand Detour. La densidad de población era de 117,14 hab./km². De los 429 habitantes, Grand Detour estaba compuesto por el 94.64% blancos, el 1.63% eran afroamericanos, el 0.23% eran amerindios, el 0.7% eran asiáticos, el 0% eran isleños del Pacífico, el 1.86% eran de otras razas y el 0.93% pertenecían a dos o más razas. Del total de la población el 4.9% eran hispanos o latinos de cualquier raza.